# Rimmelsbjerg Klit
Rimmelsbjerg Klit (dansk) eller Düne am Rimmelsberg (tysk) er et cirka 7 hektar stor naturfredet klitområde beliggende nord for landsbyen Store Jørl (Hjørdel) og vest for Povlsgab i Sydslesvig. I administrativ henseende hører indlandsklitten unter Jørl Kommune i Slesvig-Flensborg kreds i den nordtyske delstat Slesvig-Holsten. I den danske periode hørte klitten under Jørl Sogn i Ugle Herred (Flensborg Amt). Klitten blev i 1938 fredet og blev senere udpeget som EU-habitatområde. Naturområdet er hjemsted for en af Sydslesvigs største bestande af ener. Det rummer også dels sjældne planter som mosetroldurt og klokkelyng. 
Navnet Rimmelsbjerg henføres til substantiv rimme (oldn. rimi ≈ fjeldryg) for en klitrække. Fra Klitten er der et fint udsigt over området. 